# Казанка (Амурская область)
Каза́нка — село в Серышевском районе Амурской области, Россия. Административный центр Казанского сельсовета.

## География
Село Казанка стоит на левом берегу реки Зея.
Дорога к селу Казанка идёт на запад от посёлка Серышево (через Липовку), расстояние до районного центра — 25 км.
От села Казанка на запад (вниз по течению Зеи) идёт дорога к селу Сретенка, а на юг — к селу Калиновка.

## Население
| 2002 | 2010 | 2012 | 2013 | 2014 | 2015 | 2016 |
| ---- | ---- | ---- | ---- | ---- | ---- | ---- |
| 636  | ↘505 | ↘494 | ↘479 | ↘460 | ↗470 | ↘466 |
| 2017 | 2018 |      |      |      |      |      |
| ↘454 | ↘450 |      |      |      |      |      |